# Tectaria lobulata
Tectaria lobulata är en ormbunkeart som först beskrevs av Bl., och fick sitt nu gällande namn av Kunio Iwatsuki och M. Kato. Tectaria lobulata ingår i släktet Tectaria och familjen Tectariaceae. Inga underarter finns listade.